# Squarepusher
汤姆·詹金森（1975年1月17日—），绰号Squarepusher，英国电子音乐家。出生在英格兰切尔姆斯福德（Chelmsford）。作品受鼓打贝斯(drum 'n' bass)、酸性浩室舞曲（acid house）、和电子原声（即：Electroacoustic）等音乐风格影响，加上小时候自学贝斯的经历，他的创作往往也有着融合爵士的风味。他还有一个绰号Ceephax Acid Crew，亦为电子音乐家的弟弟Andy Jenkinson。